# Catapyrenium simulans
Catapyrenium simulans är en lavart som beskrevs av Breuss. Catapyrenium simulans ingår i släktet Catapyrenium och familjen Verrucariaceae.   Inga underarter finns listade i Catalogue of Life.